# Буковец (Словенска Бистрица)
Буковец (словен. Bukovec) је насељено место у општини Словенска Бистрица, Подравска регија, Словенија.

## Историја
До територијалне реорганизације у Словенији био је у саставу старе општине Словенска Бистрица.

## Становништво
У попису становништва из 2011. године, Буковец је имао 408 становника.
| Број становника према пописима | Број становника према пописима | Број становника према пописима |
| ------------------------------ | ------------------------------ | ------------------------------ |
| 1991                           | 2002                           | 2011                           |
| 213                            | 309                            | 408                            |

Напомена: Године 1992. умањено за део насеља који је припојен насељу Згорња Полскава.